# Robert Teisseire
Pour les articles homonymes, voir Teisseire.
Robert Teisseire est un ingénieur du son du cinéma français, né le 3 juin 1907 à Sorgues (Vaucluse) et mort le 19 mars 1986  à Tours.

## Biographie
Robert Teisseire a travaillé notamment avec Jean Renoir et Marcel Carné.
Il a enseigné la prise de son à l'IDHEC de 1964 à 1972.

## Filmographie
- 1931 : Le Poignard malais de Roger Goupillières
- 1931 : Paris Béguin de Augusto Genina
- 1932 : Ne sois pas jalouse
- 1932 : L'Âne de Buridan d'Alexandre Ryder
- 1932 : Le Sergent X
- 1933 : Lidoire de Maurice Tourneur
- 1933 : L'Homme mystérieux de Maurice Tourneur
- 1933 : Théodore et Cie de Pierre Colombier
- 1934 : J'ai une idée de Roger Richebé
- 1934 : Arlette et ses papas de Henry Roussel
- 1934 : Le Bonheur de Marcel L'Herbier
- 1934 : Prince de minuit de René Guissart
- 1935 : La Bandera de Julien Duvivier
- 1935 : Soirée de gala, court métrage de Victor de Fast
- 1935 : Un oiseau rare de Richard Pottier
- 1936 : Les Loups entre eux de Léon Mathot
- 1936 : La vie est à nous de Jean Renoir
- 1936 : La Garçonne de Jean de Limur
- 1936 : Hélène de Jean Benoît-Lévy et Marie Epstein
- 1937 : Salonique nid d'espions (Mademoiselle Docteur) de Georg Wilhelm Pabst
- 1937 : Ignace de Pierre Colombier
- 1937 : La Citadelle du silence de Marcel L'Herbier
- 1937 : Nuits de feu de Marcel L'Herbier
- 1938 : La Mort du cygne de Jean Benoît-Lévy et Marie Epstein
- 1938 : Hercule de Alexandre Esway et Carlo Rim
- 1938 : La Bête humaine de Jean Renoir
- 1938 : Le Drame de Shanghaï de Georg Wilhelm Pabst
- 1939 : Jeunes Filles en détresse de Georg Wilhelm Pabst
- 1940 : Sérénade de Jean Boyer
- 1940 : Bécassine de Pierre Caron
- 1944 : L'aventure est au coin de la rue de Jacques Daniel-Norman
- 1945 : Les Enfants du paradis de Marcel Carné
- 1945 : Seul dans la nuit de Christian Stengel
- 1945 : Le Roi des resquilleurs de Jean Devaivre
- 1946 : Raboliot de Jacques Daroy
- 1947 : Non coupable de Henri Decoin
- 1948 : La Carcasse et le Tord-cou de René Chanas
- 1949 : Fandango
- 1949 : Ainsi finit la nuit
- 1949 : Barry de Richard Pottier
- 1950 : Rendez-vous avec la chance de Emil-Edwin Reinert
- 1951 : Le Chéri de sa concierge de René Jayet
- 1951 : Les Joyeux Pèlerins de Fred Pasquali
- 1952 : Le Désir et l'amour de Henri Decoin
- 1952 : Drôle de noce de Léo Joannon
- 1952 : L'Agonie des aigles de Jean Alden-Delos
- 1952 : Le Chemin de Damas de Max Glass
- 1953 : La Loterie du bonheur
- 1954 : Nuits andalouses
- 1954 : Secrets d'alcôve
- 1954 : C'est... la vie parisienne de Alfred Rode
- 1954 : Le Grand Pavois de Jack Pinoteau
- 1955 : La Tour de Nesle d'Abel Gance
- 1955 : Oasis
- 1957 : Les Louves de Luis Saslavsky
- 1957 : Adorables démons de Maurice Cloche
- 1957 : Quand vient l'amour de Maurice Cloche
- 1958 : La Chatte de Henri Decoin
- 1959 : Nathalie, agent secret de Henri Decoin
- 1959 : Filles de nuit de Maurice Cloche
- 1960 : La Chatte sort ses griffes de Henri Decoin
- 1961 : Tendre et Violente Élisabeth d'Henri Decoin
- 1961 : Le Capitaine Fracasse de Pierre Gaspard-Huit
- 1961 : Un Martien à Paris de Jean-Daniel Daninos
- 1961 : La Belle Américaine de Robert Dhéry
- 1962 : Le Masque de fer de Henri Decoin
- 1962 : Les Dimanches de Ville d'Avray de Serge Bourguignon
- 1963 : Germinal de Yves Allégret